# Sarah Ann Harrisonová
Sarah Ann Harrisonová (nepřechýleně Sarah Ann Harrison; 1837–?) byla jedna z prvních zdokumentovaných fotografek na Maltě.

## Životopis
Narodila se v Plymouthu v roce 1837 Abrahamovi a Sarah Robertsovým. Dne 9. srpna 1864 se provdala za George Harrisona ze Stenigotu v Lincolnshire ve Vallettě na Maltě.  V letech 1864 až 1871 Sarah Ann působila pod svým jménem na adrese Strada della Marina 74, Isola (Senglea), Malta. Carte de visite ve sbírce Giovanni Bonella potvrzuje, že v té době působila jako nezávislá fotografka v Senglea na Maltě. Sarah Ann Harrisonová je považována za první ženu provozující vlastní fotoateliér na Maltě. V britském sčítání lidu z roku 1871 je uvedena jako fotografka působící v Bostonu, Lincolnshire.